# Glenn Beck

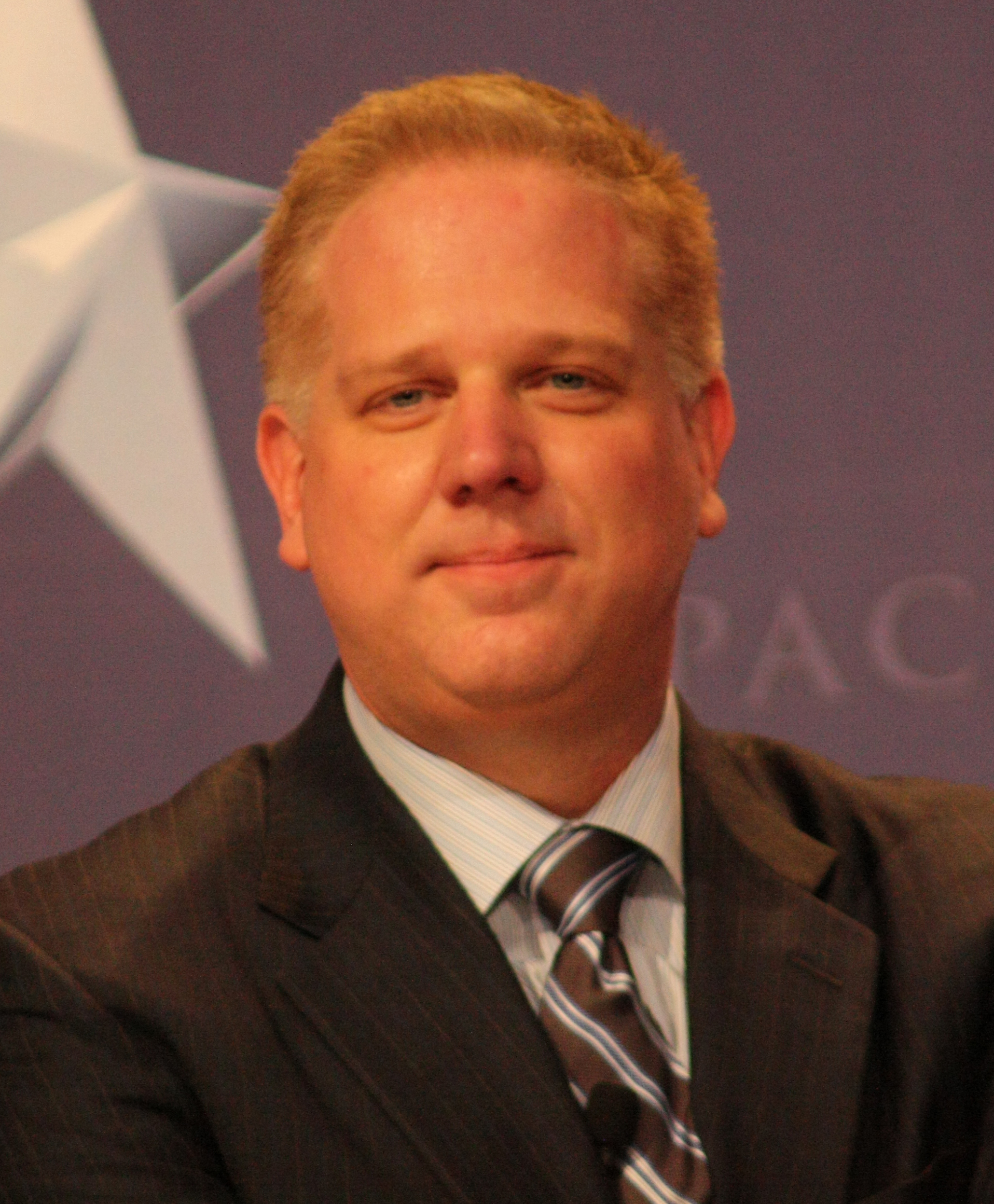
Glenn Beck

Glenn Lee Beck (Everett (Washington), 10 februari 1964) is een Amerikaanse televisie- en radiopresentator. Hij presenteert het Glenn Beck Radio Program en was tot juni 2011 presentator van het televisieprogramma Glenn Beck, dat werd uitgezonden op Fox News.
Becks programma's zijn meestal van sterk politiek opiniërende aard. Hij is, naar eigen zeggen, conservatief met enkele libertarische trekjes. Hij was voorstander van de Irakoorlog en is kritisch op het Iraanse bewind. Op binnenlands gebied zet hij zich vaak af tegen de gevestigde orde. Hij is actief voorstander van de anti-belastingen Tea Party-beweging.
Beck schreef ook een aantal boeken, waaronder Common Sense, An Inconvenient Book, The Christmas Sweater, The Overton Window en Arguing with Idiots.

## Grote populariteit
Becks televisieprogramma werd uitgezonden door Fox News en zijn radioprogramma The Glenn Beck Program door meer dan 400 lokale radiostations, in 2009 goed voor ruim 8 miljoen luisteraars. In 2010 werd hij in een programma van Barbara Walters van ABC News uitgeroepen tot een van de tien meest interessante personen van 2009.
Een van Becks speerpunten is zijn afschuw van het Healthcare-plan dat president Obama presenteerde. Voor dit standpunt vond hij in Amerika aanzienlijke steun. Zijn standpunten worden gedeeld door een groot deel van conservatief Amerika, zoals de aanhangers van de Tea Party.
Er bestaat ook kritiek op Beck. Toen Beck de jeugdbeweging van de Noorse socialistische partij vergeleek met de Hitlerjugend in een commentaar naar aanleiding van de aanslag op het Noorse eiland Utøya, werden zijn uitspraken sterk veroordeeld. Volgens Beck is het organiseren van jeugdkamp door een politieke partij 'schokkend': "There was a shooting at a political camp which sounds a little like, you know, the Hitler Youth or whatever, you know what I mean. Who does a camp for kids that's all about politics? Disturbing." Zijn opmerkingen werden sterk veroordeeld door onder meer de Nationale Joodse Democratische raad en door een voormalig voorlichter van de Noorse premier.

Later verklaarde Beck wel dat de pleger van de aanslagen fout is en noemde hij hem onder meer net zo slecht als Osama bin Laden. Hij vond Breivik een typisch voorbeeld van een voorstander van een grote overheid en die houden – aldus Beck – van het plegen van aanslagen. Een commentator bij Time reageerde op Becks uitspraken over zijn problemen met het organiseren van politieke jeugdkampen door Beck te wijzen op zijn eigen werk: de door Beck opgerichte organisatie 9/12 Project organiseert namelijk zelf jeugdkampen in verschillende staten van Amerika (* 9/12 staat voor 12 september 2001, de eerste dag na de aanslagen op 11 september 2001).